# Печера (концентрационный лагерь)
Печерский концентрационный лагерь (рум. Lagărul de concentrare Pecera, укр. Печерський концентраційний табір) (по свидетельствам очевидцев-узников лагерь назывался «Мёртвая петля») — концентрационный лагерь, управлявшийся Румынией в годы Второй мировой войны в селе Печера (сегодня — Винницкая область Украины). Лагерь был создан на закрытой территории бывшей частной усадьбы польской дворянской семьи Потоцких на берегу реки Южный Буг, которая после революции 1917 года была преобразована в туберкулёзный санаторий.

## История
Расположенный в румынской зоне оккупации Украины, известной как Губернаторство Транснистрия, лагерь находился под наблюдением румынской жандармерии и охранялся украинскими полицейскими с дубинками и винтовками. Начиная с ноября 1941 года евреев из близлежащих районов, в том числе Тульчина, Брацлава, Шпикова, Тостенца, а позже и из более отдаленных районов, таких как Могилёв-Подольский, свозили в Печерский лагерь для уничтожения. Также в туда отправляли румынских евреев из Бессарабии и Буковины. В лагере заключенные погибали не от пуль или отравления газом, а скорее из-за голода, отравления тяжелыми металлами и болезней, таких как тиф. Кроме того, сотни заключенных были насильственно депортированы дальше на восток через реку Буг для работы в лагерях рабского труда DG-IV на оккупированной немцами Украине, где почти никто не выжил.
Согласно румынским документам времён войны, у главных ворот лагеря была установлена табличка с надписью «Лагерь смерти». Как и во всех 150 с лишним концлагерях в Транснистрии, румынские оккупанты не собирались удерживать еврейское население под своим контролем. В данном случае инспектор жандармерии Транснистрии прямо заявил в октябре 1942 года, что Печерский лагерь был создан «исключительно» с целью уничтожения заключенных.
Историки и исследователи, в том числе Мататиас Карп (Matatias Carp) и Раду Иоанид (Radu Ioanid), считают Печерский лагерь самым печально известным из всех мест, основанных на оккупированной румынами Украине. Согласно отчету, опубликованному в 2004 году Комиссией Визеля, он был одним из мест «самых отвратительных преступлений, совершенных против евреев во время Холокоста». В настоящее время (июнь 2023 года) не известно о каких-либо дошедших до наших дней фотографий действующего лагеря, при этом имеются многочисленные свидетельства работы лагеря от выживших заключённых.
Начальником лагеря был командир румынских жандармов по имени Стратулат. Согласно показаниям выживших, Стратулат помешал группе связанных с SS этнических немцев (принадлежащих к спецотряду «Руссланд», нем. Sonderkommando R(ussland)) ликвидировать заключённых лагеря примерно в конце лета 1942 года.
Для многих семей, интернированных в Печерский лагерь, выживание было возможно только путем обмена последней одежды и имущества на еду с односельчанами, которые собирались у ворот лагеря. Многие выжившие дети позже рассказывали, что ускользали из плохо охраняемого лагеря и просили подаяние в селе Печера и в близлежащих населенных пунктах. Многие выжившие в Печерском лагере были обязаны своей жизнью щедрости местных этнических украинцев, которые часто кормили и их и давали им кров. Вообще, местные жители в оккупированной румынами зоне Транснистрии относились к евреям гораздо более благосклонно, чем жители других соседних регионов, таких как западная Украина и Бессарабия, где широко распространены были погромы. Это явление в Транснистрии было описано в влиятельном исследовании ученых Дианы Думитру и Картера Джонсона (Carter Johnson).
Хотя оценки разнятся, считается, что в лагерь Печера было доставлено до 11 000 заключенных, из которых около 9 500 погибли. Мертвых увозили в братские могилы, в том числе в траншеи на окраине села, и на близлежащее еврейское кладбище. К моменту освобождения лагеря Красной Армией 17 марта 1944 года в лагере оставалось в живых не более 300—400 выживших узников. Нескольким сотням других выживших удалось бежать и добраться до близлежащих гетто, особенно в 1943 году, где условия в целом были более безопасными и где выжившие провели оставшиеся месяцы войны. Однако в гетто они представляли низший слой общества, как, например, в Джуринском гетто, куда убегали большинство заключённых Печерского лагеря.
Пережив войну, советские евреи-заключённые лагеря вернулись в свои родные города на юго-западе Украины и в основном проживали там в течение нескольких десятилетий до начала XXI века. При этом многие семьи эмигрировали в Израиль и на Запад.
Сразу после войны советский этномузыковед Моисей Береговский посетил города на территории бывшей северной Транснистрии, чтобы поговорить с выжившими, зная о том, что уровень выживаемости в Транснистрии был намного выше, чем на оккупированной немцами Украине. Его коллеги записали песни в исполнении бывших узников Печерского лагеря из Тульчина, Брацлава, Бершади и других мест. Они также записали тексты песен. Спустя годы тексты были переложены на новые музыкальные аранжировки музыкальной группой из Торонто. Их альбом (Yiddish Glory: The Lost Songs of World War II) был номинирован на премию «Грэмми» в 2019 году.
В 1950-х годах многие из осужденных коллаборационистов из числа этнических украинцев, против которых свидетельствовали некоторые выжившие, были досрочно освобождены из советских трудовых лагерей и вернулись в города, в которых они жили и работали во время войны.
Учитывая непрерывность еврейской жизни в городах области, известной тогда как «Северная Транснистрия» (сегодня это Винницкая область Украины), и существование послевоенных общин, говорящих на идиш, исследователи проявили большой интерес к изучению остатков еврейской жизни в этом регионе. Среди них учёный Джеффри Вейдлингер (Jeffrey Veidlinger) и группы из Санкт-Петербурга, которые посещали выживших в таких городах, как Тульчин, чтобы взять интервью у выживших в 1990-х и начале 2000-х годов. Выдающийся писатель, говорящий на идише, Борис Сандлер также сосредоточил внимание на Печорском лагере и Холокосте в Румынии в своих произведениях, в том числе в сборнике новелл «Красные туфли для Рахили». О Печерском лагере был снят документальный фильм израильского режиссёра Бориса Нафцира (Boris Naftsir) «Мы позволим тебе умереть». В 2022 году внук выжившего в лагере Мотла Бравермана опубликовал семейные мемуары об истории выживания своего деда в лагере: «Так они помнят: история выживания еврейской семьи во время Холокоста в Советской Украине».
Сегодня территория бывшей усадьбы известна как «Печерский парк» и открыта для посетителей, а главное административное здание на территории функционирует как больница. Относительно мало упоминаний о его зловещей роли во время войны. На территории установлено несколько мемориальных досок, а на месте братской могилы на близлежащем еврейском кладбище стоит более крупный памятник и дополнительные памятные камни.

## Галерея

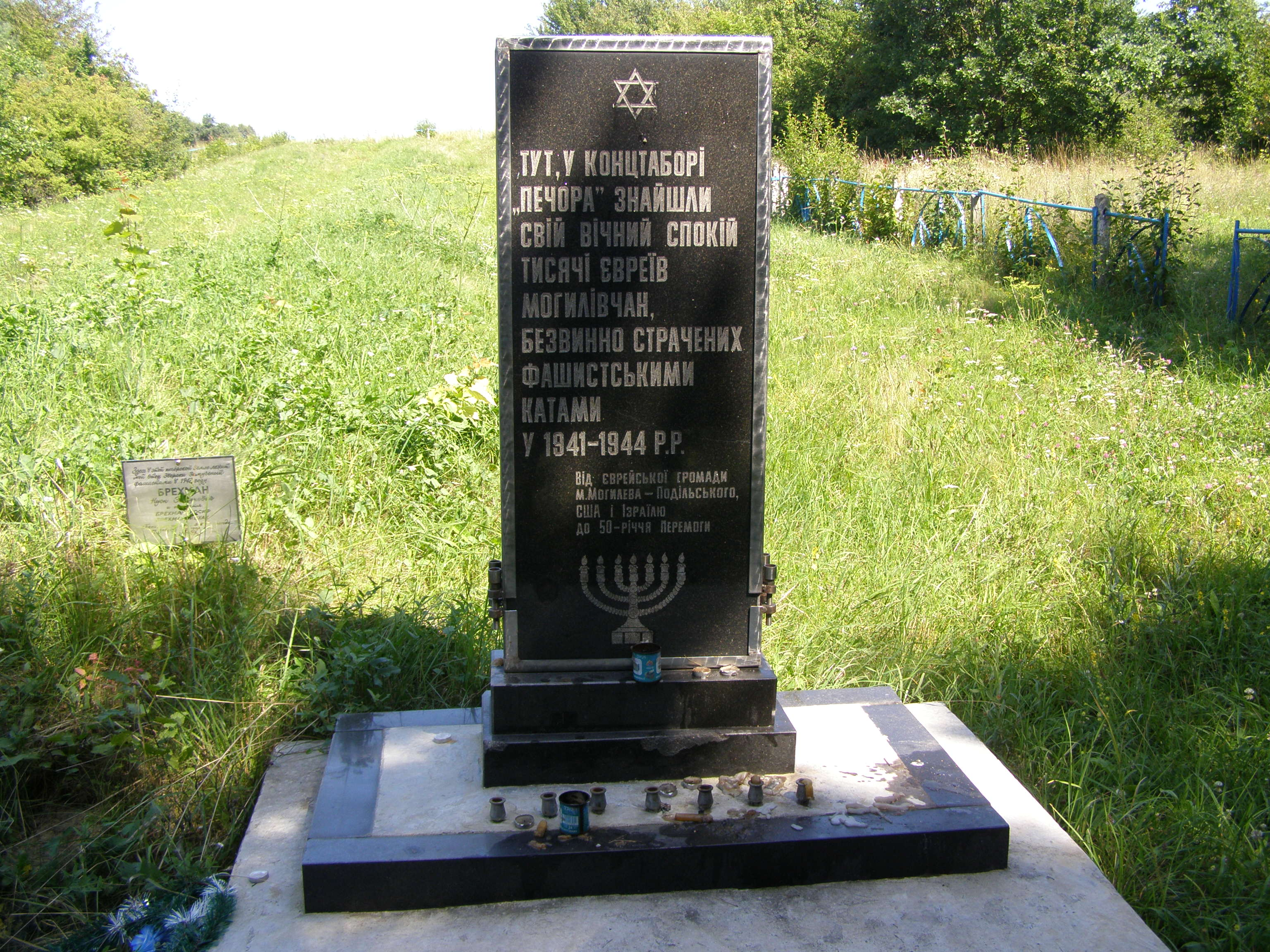
Памятник на братской могиле, еврейское кладбище
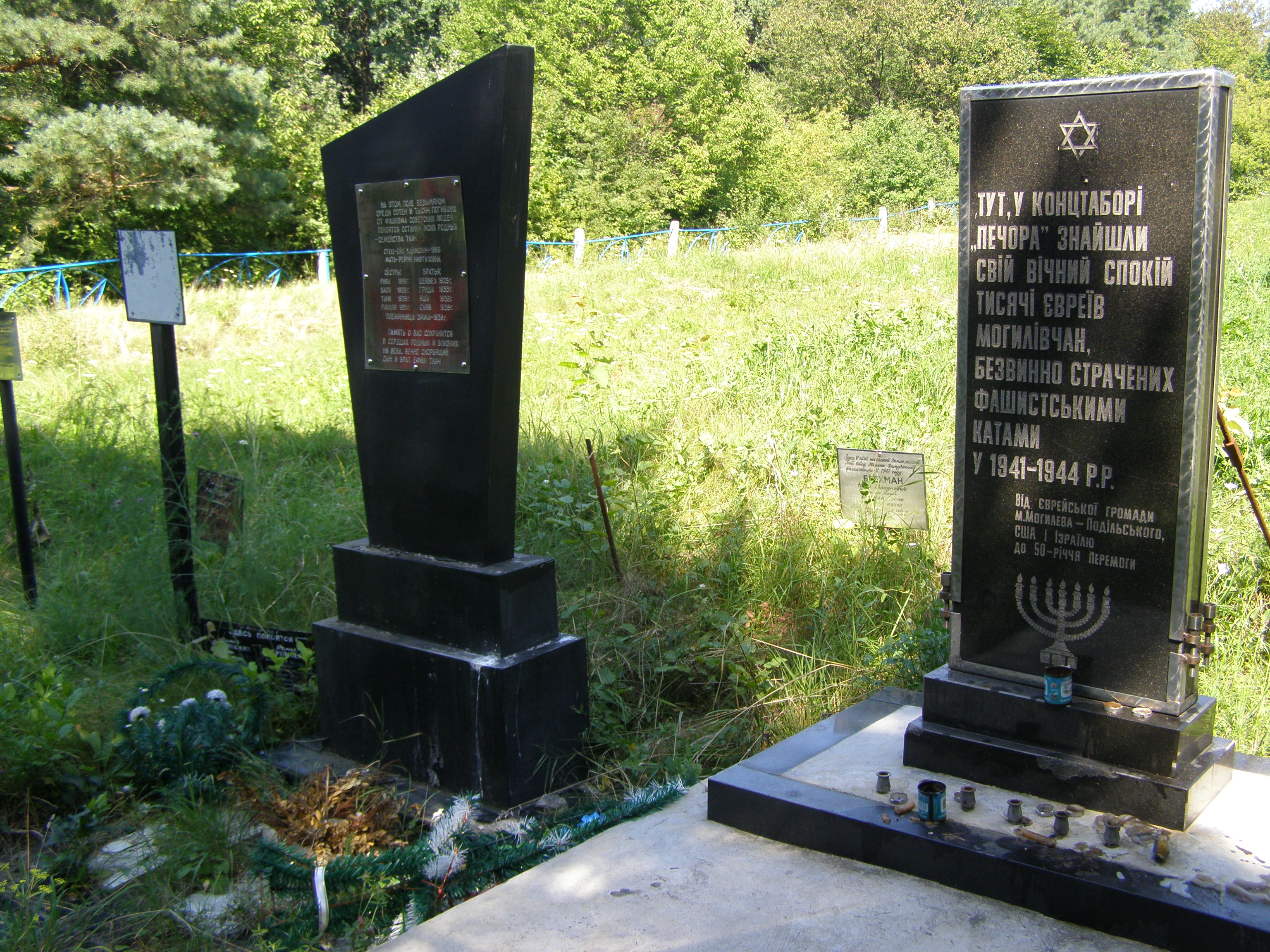
Памятник на братской могиле, еврейское кладбище
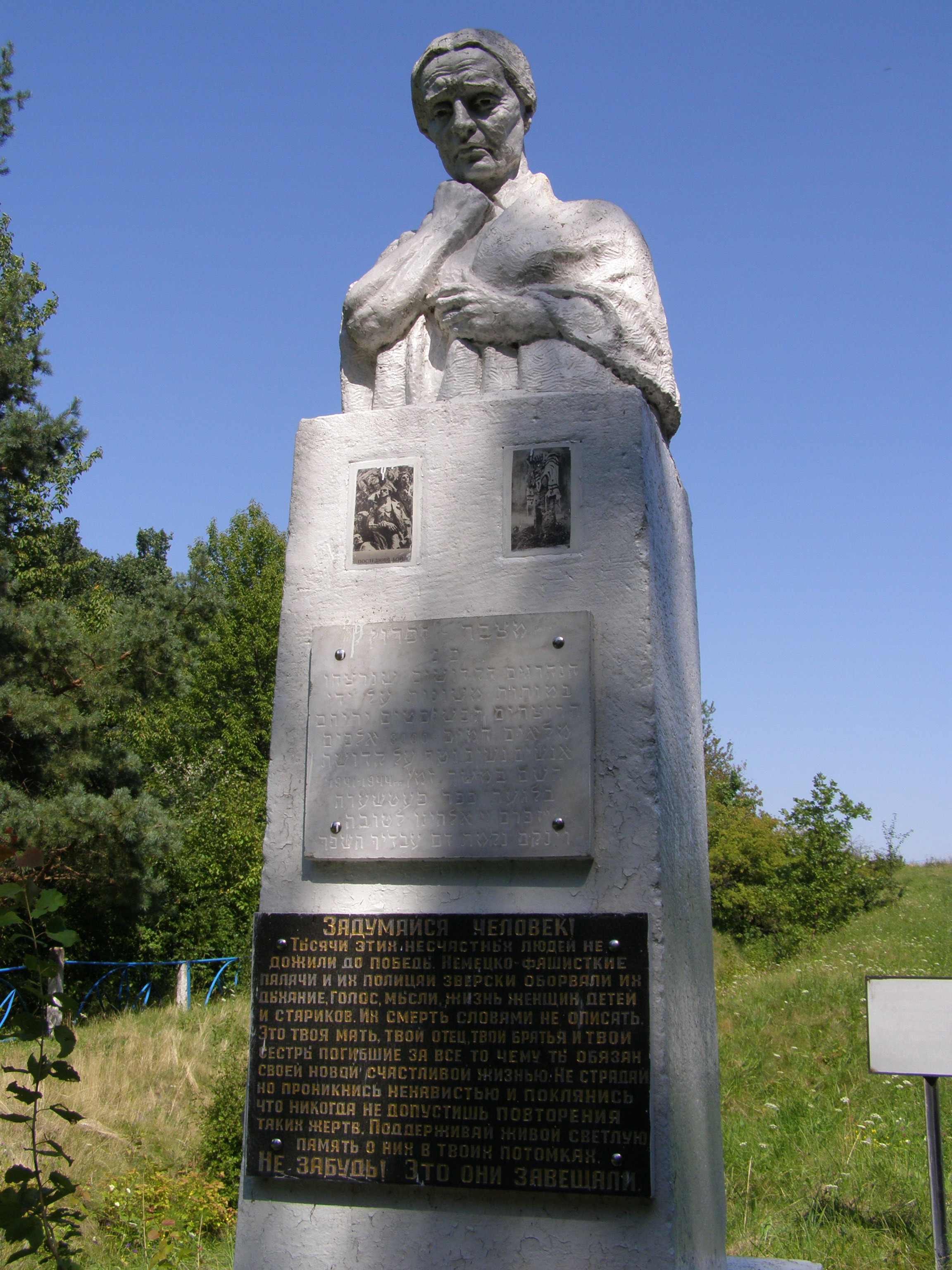
Памятник на братской могиле, еврейское кладбище
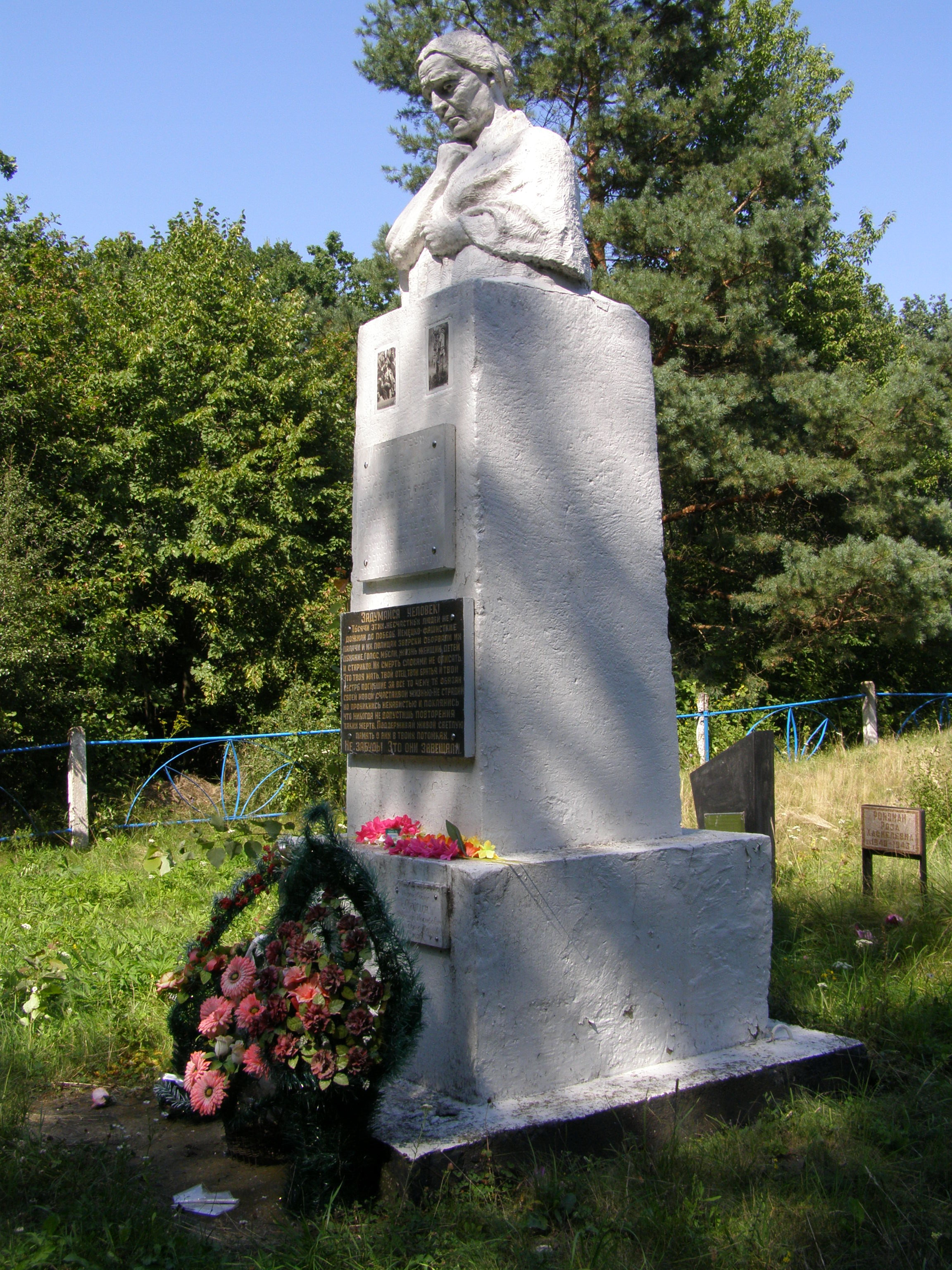
Памятник на братской могиле, еврейское кладбище
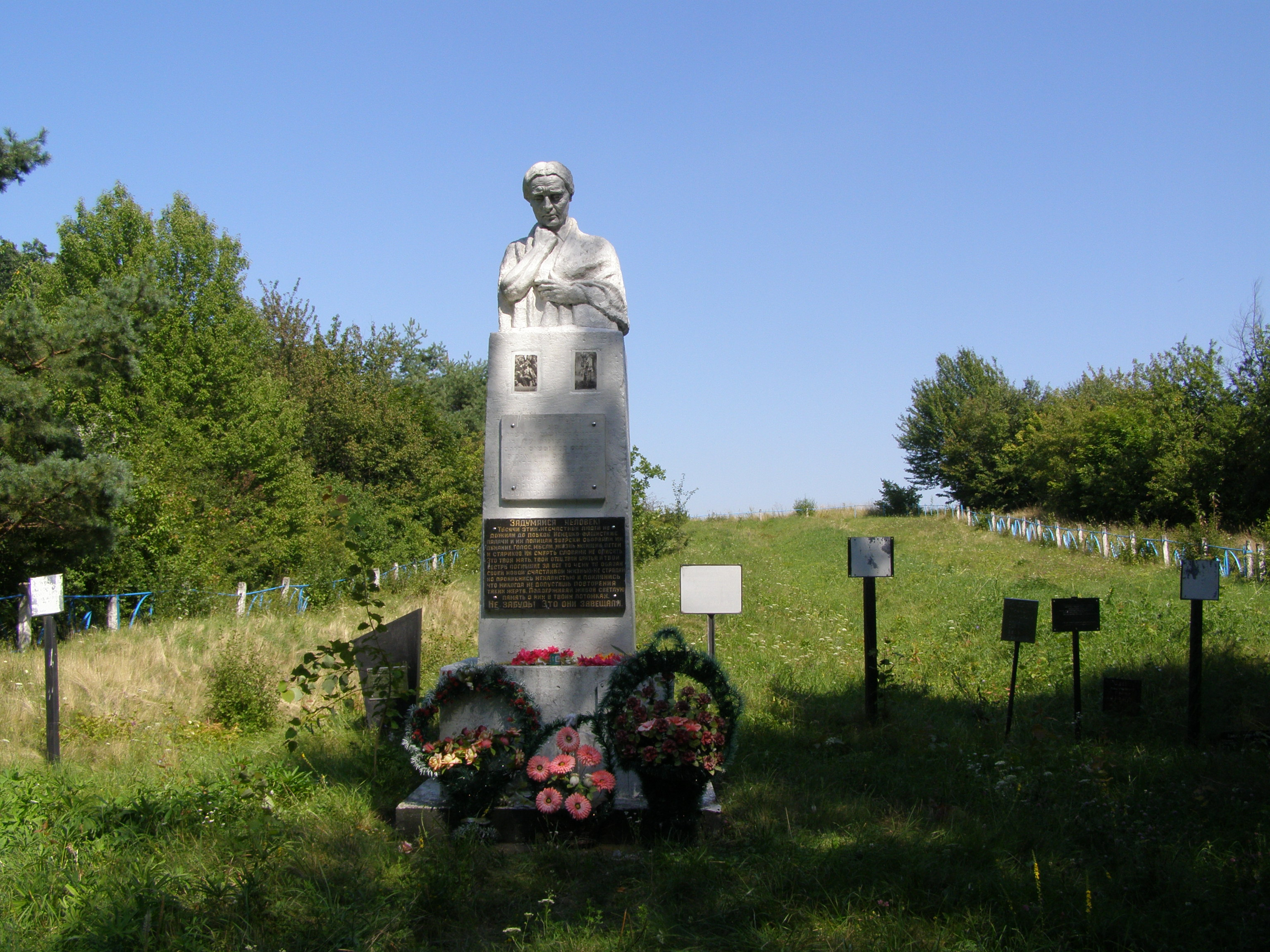
Памятник на братской могиле, еврейское кладбище
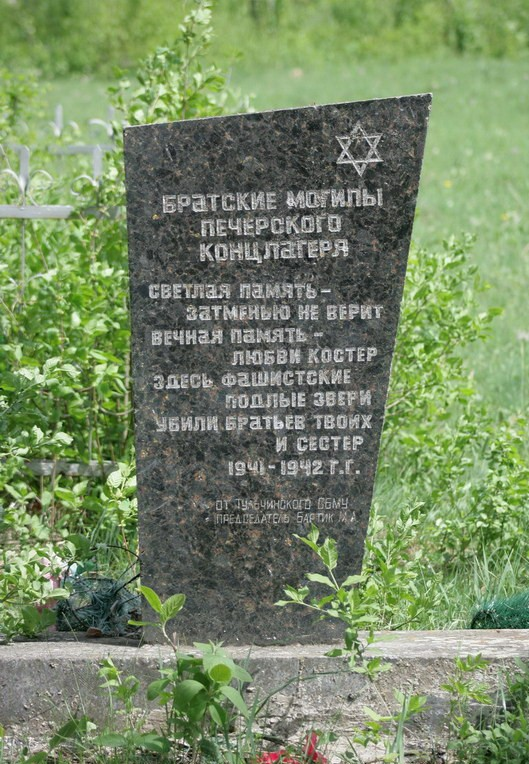
Памятник на братской могиле, еврейское кладбище

## Комментарии
1. ↑  Зондеркоманда «Руссланд», нем. Sonderkommando R(ussland) образованна по приказу Генриха Гиммлера в июле 1941 года. Возглавил Зондеркоманду «Р» Хорст Хоффмайер[нем.]. Районы действия: Приднестровье, Центральная Украина, Крым. Отряды самообороны созданные из этнических немцев, компактного проживающих на оккупированных территориях, под управлением комендантов – офицеров СС из состава Зондеркоманды «Р», в общей сложности уничтожили более 50 тыс. человек, главным образом евреев и цыган[11].